# Lloyd Blaine Hammond
Lloyd Blaine Hammond (* 16. ledna 1952 Savannah, Georgie), je americký vojenský pilot a astronaut. Ve vesmíru byl dvakrát.

## Život

### Studium a zaměstnání
V roce 1969 zdárně ukončil střední školu ve městě Kirkwood a poté absolvoval vojenskou akademii USAF Academy. Stadium zde ukončil roku 1973 a pak pokračoval nadstavbou na Georgia Institut of Technology. Sloužil pak v armádě jako vojenský testovací pilot.
V letech 1984 absolvoval výcvik u NASA a poté byl zařazen do oddílu astronautů. V něm zůstal do ledna 1998. Pak se vrátil ke své profesi letce ve společnosti Gulfstream Corp.

### Lety do vesmíru
Na oběžnou dráhu se v raketoplánech dostal dvakrát a strávil ve vesmíru 19 dní, 6 hodin a 11 minut. Byl 243 člověkem ve vesmíru.
- STS-39 Discovery (28. dubna 1991 – 6. května 1991), pilot
- STS-64 Discovery (9. září 1994 – 20. září 1994), pilot